# Josef Brunclík
Josef Brunclík (24. prosince 1850 Kněžnice – 9. ledna 1929 Mladá Boleslav) byl český učitel, kartograf a vydavatel. Byl spoluautorem školních atlasů, které byly na českých školách používány v letech 1909–1949 pod názvem Školní zeměpisné atlasy Brunclíka a Macháta.

## Život
Studoval na gymnáziích v Hradci Králové a v Jičíně. Po maturitě začal studovat na Univerzitě Karlově, studia ale nedokončil, patrně ze zdravotních důvodů. V roce 1876 začal pracovat jako učitel českého jazyka, zeměpisu a dějepisu na obecných školách. Učil nejprve na školách v Hostomicích a Cerhovicích u Hořovic, později na škole v Lomnici nad Popelkou. V roce 1885 přesídlil do Mladé Boleslavi, kde působil až do odchodu do důchodu v roce 1909.

## Dílo (výběr)
Pro předměty, které vyučoval, publikoval různé knížky, například:
- Sbírka přísloví ku nacvičení správného i neb y po obojetných souhláskách, 1886
- O historickém rozvoji nauky o elektřině a jejím užití, 1894

Těžiště jeho díla je ale v kartografických dílech:
- Belgie, Holandsko, Lucembursko, školní mapa v měřítku 1:500 000, Turnov : Sluka a Jiránek, 1895
- Místopisná mapa Rakousko-Uherska : měřítko 1:2 000 000, Mladá Boleslav : Jos. Švíkal, [mezi 1900 a 1910]
- Místopisná mapa Moravy a Slezska : měřítko 1:450 000, Mladá Boleslav : Jos. L. Švíkal, [okolo r. 1910]
- Místopisná mapa Království českého : měřítko 1:560 000, Mladá Boleslav : Jos. L. Švíkal, [mezi 1900 a 1918]
- J. Brunclíkův Atlas zeměpisný pro školy měšťanské, Praha-Smíchov : V. Neubert, 1904, (27 mapových listů)
- Zeměpisný atlas pro I. třídu škol středních; Upravil Dr. Jar. Vlach, Praha-Smíchov : V. Neubert, 1909, (18 mapových listů)
- Zeměpisný atlas pro II.-III. třídu škol středních; Uprav. Dr. Jar. Vlach, Praha-Smíchov : V. Neubert, 1909, (32 mapových listů)
- Zeměpisný atlas pro IV. třídu škol středních, pro vyšší oddělení; Uprav. Dr. Jar. Vlach, Praha-Smíchov : V. Neubert, 1912, (27 mapových listů)
- Místopisný plán královského města Mladé Boleslavi : měřítko 1:3 500, V Ml. Boleslavi : Pavel Nešněra, 1912
- Atlas dějepisný pro potřebu škol měšťanských, zpracoval Jos. Brunclík. V Praze : Nákladem české grafické akc. společnosti "Unie", 1914, (18 mapových listů)
- Zeměpisný atlas pro školy střední, ústavy učitelské a školy odborné, autoři: Josef Brunclík a František Machát, Praha : V. Neubert a synové, [několik vydání mezi lety 1920 a 1938], (49 mapových listů)
- Zeměpisný atlas pro školy střední, ústavy učitelské a školy odborné : 207 map, mapek a plánů na 61 listech / Atlas Brunclík - Machát redigovali B. Šalamon, K. Kuchař, Praha : V. Neubert a synové, 1937, několik vydání
- Soubor map ze školního zeměpisného atlasu Brunclíkova-Machátova [kartografický dokument]. Praha-Smíchov: V. Neubert a synové v národní správě, 1948. 1 atlas (30 mapových listů). Redigovali B. Šalamon, K. Kuchař

Dále je autorem osmi turistických map a jedné divadelní hry (Lenorka, děvče cikánské - činohra o třech jednáních, 1888)